# Rohard II. (Haifa)
Rohard II. (auch Rohart, lat. Rohardus Cayphæ; * vor 1183; † vor 1244) war Herr von Haifa und Kämmerer von Jerusalem.
Er war der Sohn und Erbe von Pagan II. von Haifa und dessen Gattin Hodierna. Ab Oktober 1198 ist er als Herr von Haifa urkundlich belegt. Zwischen 1201 war 1220 war er auch Kämmerer des Königreichs Jerusalem. Zwischen 1229 und 1232 wird sein jüngerer Bruder Rainald im Amt des Kämmerers genannt.
Rohard war verheiratet mit Aiglantine, der jüngsten Tochter Raimunds II., Herr von Nephin in der Grafschaft Tripolis. Sie war die Schwester des Herren Renouard II. von Nephin. Mit Aiglantine von Nephin hatte er Rohard vier Töchter:
- Helvis, Herrin von Haifa, ⚭ I) Gottfried Poulain († vor 1250), ⚭ II) vor Mai 1250 García Álvarez († vor 1257), ⚭ III) um 1257 Johann von Valenciennes († nach 1265).
- Alix († nach Juni 1241), ⚭ 1236 Johann von Ibelin († 1258), Herr von Arsuf.
- Agnes, ⚭ Boverel de Grimaut, aus Genua.
- Isabella, ⚭ Raoul von Blanchegarde († nach 1265), Sohn des Gilles von Beirut und der Agnes von Leiron.

Nach seinem Tod erbte seine älteste Tochter Helvis bzw. deren Ehemänner die Herrschaft Haifa.